# Christiane Fellbaum
Christiane D. Fellbaum (Brunsvique, 1950) é uma linguista conhecida especialmente por ser uma das criadoras de WordNet, uma base de dados lexicais da língua inglesa. É professora da Universidade de Princeton.